# Campionato mondiale militare di scherma 2006
Il Campionato mondiale militare di scherma del 2006 ("2006 World Military Fencing Championships") è stato organizzato dalla Federazione internazionale della scherma e si è svolto a Bucarest in Romania dal 21 al 29 aprile.
Nel fioretto, si sono aggiudicati i titoli di campione e campionessa mondiale militare il rumeno Radu Daraban, che ha battuto in finale il rumeno Virgil Saliscan, e la rumena Cristina Ghita che ha avuto la meglio sulla rumena Scarlatta Rossana.
Nella spada l'elvetico Fabian Kauter ha battuto in finale il rumeno Adrian Pop, ottenendo il titolo mondiale militare maschile, mentre tra le donne la rumena Ana Maria Popescu ha superato la rumena Simona Gherman.
Nella sciabola il rumeno Mihai Bela prevale sul rumeno Alexandru Siriteanu, mentre la rumena Roxana Scarlat ha battuto la rumena Elena Munteanu.
Nel campionato mondiale militare a squadre maschili, la nazionale rumena ha prevalso nella finale del fioretto contro il Venezuela, mentre la nazionale svizzera ha vinto nella spada contro la formazione rumena, ed infine la nazionale rumena ha avuto la meglio sulla compagine venezuelana nella sciabola.
Nel campionato mondiale militare a squadre femminili, la nazionale rumena ha prevalso nella finale del fioretto contro la Bielorussia, la Romania ha vinto nella spada contro la compagine bielorussa, ed infine la formazione rumena ha avuto la meglio sulla nazionale turca nella sciabola.

## Podi

### Uomini
| Specialità  | Oro                                                        | Argento                                                 | Bronzo                                        |
| Individuali |                                                            |                                                         |                                               |
| Fioretto    | Radu Daraban                                               | Virgil Saliscan                                         | Christian Alexe Dan                           |
| Spada       | Fabian Kauter                                              | Adrian Pop                                              | Vital' Zacharaŭ                               |
| Sciabola    | Mihai Bela                                                 | Alexandru Siriteanu                                     | Cosmin Hancianu                               |
| A squadre   |                                                            |                                                         |                                               |
| Fioretto    | Romania Christian Alexe Dan Radu Daraban Virgil Saliscan - | Venezuela Pascual Garcia Charles Vargas Edixon Vargas - | Canada Thomas Nguyen Alex Prymack -           |
| Spada       | Svizzera Fabian Kauter Michael Kauter Valentin Marmillod - | Romania Alexandru Nyisztor Adrian Pop -                 | Bielorussia Andrei Murashko Vital' Zacharaŭ - |
| Sciabola    | Romania Mihai Bela Cosmin Hancianu Alexandru Siriteanu -   | Venezuela Guillermo Cesar Raul Cesar Jesus Pino -       | Colombia Juan Cardenas Diego Rios -           |

### Donne
| Specialità  | Oro                                                          | Argento                                                             | Bronzo                                                |
| Individuali |                                                              |                                                                     |                                                       |
| Fioretto    | Cristina Ghita                                               | Scarlatta Rossana                                                   | Cristina Stehl                                        |
| Spada       | Ana Maria Popescu                                            | Simona Gherman                                                      | Danuta Dmowska-Andrzejuk                              |
| Sciabola    | Roxana Scarlat                                               | Elena Munteanu                                                      | Mihaela Bulica                                        |
| A squadre   |                                                              |                                                                     |                                                       |
| Fioretto    | Romania Cristina Ghita Scarlatta Rossana Cristina Stehl -    | Bielorussia Natalia Kravchenko Hanna Danilenka Dziana Baryssevich - | Svezia Sara Borin Cecilia Gustafsson Ulrika Hansson - |
| Spada       | Romania Simona Gherman Iuliana Maceseanu Ana Maria Popescu - | Bielorussia Ina Ramanovich Hanna Danilenka Dziana Baryssevich -     | Svezia Sara Borin Cecilia Gustafsson Ulrika Hansson - |
| Sciabola    | Romania Mihaela Bulica Elena Munteanu Roxana Scarlat -       | Turchia Ebru Dasdemir Hatice Imre Aysegul Yeniadim -                | Svezia Sara Borin Cecilia Gustafsson Ulrika Hansson - |

## Medagliere
| Pos.   | Nazione     | Oro | Argento | Bronzo | Totale |
| ------ | ----------- | --- | ------- | ------ | ------ |
| 1      | Romania     | 10  | 7       | 4      | 21     |
| 2      | Svizzera    | 2   | 0       | 0      | 2      |
| 3      | Bielorussia | 0   | 2       | 2      | 4      |
| 4      | Venezuela   | 0   | 2       | 0      | 2      |
| 5      | Turchia     | 0   | 1       | 0      | 1      |
| 6      | Svezia      | 0   | 0       | 3      | 3      |
| 7      | Polonia     | 0   | 0       | 1      | 1      |
| 7      | Canada      | 0   | 0       | 1      | 1      |
| 7      | Colombia    | 0   | 0       | 1      | 1      |
| Totale | Totale      | 12  | 12      | 12     | 36     |